# Хохо
Хо́хо (англ. и свати Hhohho [ɦɔɦɔ]) — административный округ на северо-западе Эсватини. Территория 3 569 км², население 267 397 человек (2010). Административный центр — город Мбабане (столица страны). Граничит с округами Лубомбо на востоке, Манзини — на юге, а также с ЮАР на севере и западе.

## Административное деление
Округ Хохо делится на 14 районов (tinkhundla):
- Хуквини (Hhukwini)
- Лобамба (Lobamba)
- Мадлангемписи (Madlangempisi)
- Мапхалалени (Maphalaleni)
- Майиване (Mayiwane)
- Восточное Мбабане (Mbabane Est)
- Западное Мбабане (Mbabane West)
- Мхлангатане (Mhlangatane)
- Мотджане (Motjane)
- Ндзингени (Ndzingeni)
- Нкхаба (Nkhaba)
- Нтфонджени (Ntfonjeni)
- Пиггс-Пик (Piggs Peak)
- Тимписини (Timpisini)